# Döme Sztójay

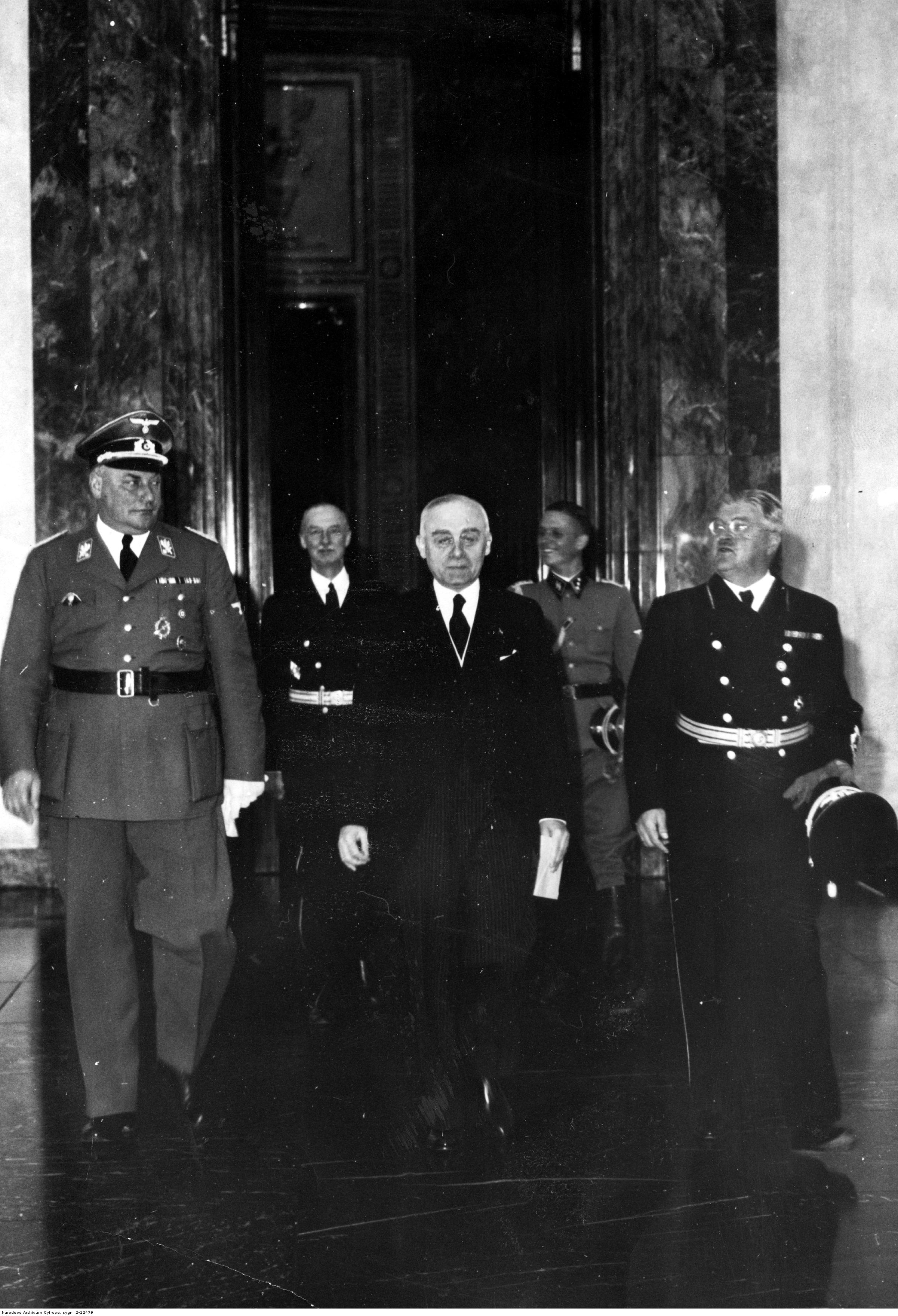
Döme Sztójay (Mitte) als ungarischer Botschafter 1940 in Berlin.

Döme Sztójay, geboren als Dimitri Stojakovic [ˈdømɛ ˈstoːjɒi] (* 5. Januar 1883 in Versec (Werschetz), Komitat Temes, Österreich-Ungarn; † 22. August 1946 in Budapest) war ein ungarischer Militär, Diplomat und Politiker. Vom 22. März 1944 bis zum 29. August 1944 war er im autoritären Horthy-Regime Ministerpräsident von Ungarn. Unter seiner Regierung wurde der größte Teil der ungarischen Juden in deutsche Vernichtungslager deportiert, wobei die ungarische Verwaltung und das Eichmann-Kommando kooperierten.

## Leben
Nach Absolvierung der Kadettenschule der königlich-ungarischen Landwehr in Pécs (Fünfkirchen) kam er 1902 als Fähnrich zum 28. Infanterieregiment. Er besuchte dann die kaiserliche und königliche Kriegsschule in Wien und wurde im Jahre 1910 dem Generalstab zugeteilt. Im Ersten Weltkrieg diente er in der Gemeinsamen Armee Österreich-Ungarns als Generalstabsoffizier zunächst bei einer Infanterie-Brigade, später bei einer Division und wurde dann zum Leiter der Operationsgruppe an der Seite des Militärkommandanten von Bosnien und Herzegowina und Dalmatien ernannt. Auf dem italienischen Kriegsschauplatz war er Generalstabschef einer Brigade in der kaiserlich-königlichen Gebirgstruppe in den Dolomiten und kam danach zum Armeeoberkommando.
Gegen Ende des Krieges diente er in der Landstreitkräften Österreich-Ungarns als Kundschafter und trat zunächst sogar in die „Rote Armee“ von Béla Kuns Räterepublik ein. Dann schloss er sich jedoch der Nationalen Armee der Konterrevolution unter Miklós Horthy an, wo er in der Abteilung für Spionageabwehr tätig war.
Von 1925 bis 1933 war er im Rang eines Obersten im Generalstab, dann eines Generalmajors als ungarischer Militärattaché in Berlin tätig.
Von 1933 bis 1935 war er Sektionschef im Verteidigungsministerium. Zum Generalleutnant befördert, war er vom Dezember 1935 bis zum 22. März 1944 ungarischer Botschafter in Berlin.
Dem Nationalsozialismus gegenüber war er schon immer sehr wohlwollend eingestellt. Dies kam in der Art, wie er die ungarische Politik von Berlin aus beeinflusste, deutlich zum Ausdruck, so dass ihn Ministerpräsident Pál Teleki rund um die Auseinandersetzungen um den ungarischen Kriegseintritt Anfang 1941 als Nationalsozialist („Nazi“) bezeichnete.

## Als Ministerpräsident
Mit dem Einmarsch der deutschen Wehrmacht in Ungarn am 19. März 1944 im Rahmen des Unternehmens Margarethe sollte Reichsverweser Miklós Horthy einen Vertrauensmann zum Regierungschef ernennen. Allerdings weigerte er sich, den ihm persönlich verhassten Béla Imrédy zu betrauen.
Deshalb brachte er den Namen Sztójays ins Gespräch, der zwar bei der deutschen Führung ebenfalls großes Vertrauen genoss, doch hoffte Horthy, dass Sztójay als Soldat ihm gegenüber loyal bleiben und nicht alle deutschen Anordnungen blindlings ausführen würde. Dieser Hintergedanke war auch den Deutschen bekannt, und zudem lehnte Sztójay zunächst aus gesundheitlichen Gründen ab. Schließlich jedoch konnte sich der neue reichsdeutsche Gesandte und Reichsbevollmächtigte Edmund Veesenmayer mit seiner Strategie durchsetzen, Horthy unter allen Umständen von einer Abdankung abzuhalten. So wurde Sztójay als Kompromisskandidat am 22. März zum Ministerpräsidenten und Außenminister ernannt.
In diesen Ämtern drängte Sztójay zusammen mit Veesenmayer Horthy zunächst völlig in den Hintergrund. Er entwickelte unverzüglich den Deutschen genehme Aktivitäten (so dass seine Regierung auch „Quisling-Regierung“ genannt wurde):
- Zur Fortsetzung des Krieges schickte er bedeutende neue Truppenkontingente in den Deutsch-Sowjetischen Krieg.
- Mit dem Deutschen Reich wurde ein für Ungarn sehr nachteiliges Wirtschaftsabkommen abgeschlossen.
- Vor allem war Sztójay verantwortlich für die schonungslose Durchführung des Holocausts auch in Ungarn: Innerhalb kürzester Zeit wurden mit Hilfe von 107 Gesetzen die Juden in Ungarn vollständig entrechtet, dann setzten unter der Leitung von Adolf Eichmann am 27. April die massenhaften Deportationen der Juden aus der ungarischen Provinz in das Konzentrationslager Auschwitz-Birkenau ein. Nach ausländischen Protesten wurde der Abtransport der letzten ca. 200.000 Budapester Juden erst Anfang Juli 1944 von Horthy unterbunden und am 9. Juli vorläufig eingestellt. Bis dahin waren (nach einem Telegramm Veesenmayers vom 11. Juli) innerhalb von nur gut zwei Monaten 437.402 Juden deportiert worden.

Zur selben Zeit beabsichtigte der aus seiner Lethargie erwachte Horthy, das Kabinett Sztójay zu entlassen und eine Militär- und Beamtenregierung und General Géza Lakatos einzusetzen, verriet diesen Plan jedoch am 7. Juli unvorsichtigerweise Veesenmayer. Nach einer scharfen direkten Intervention Hitlers musste der Reichsverweser seine Absicht fallen lassen und schien sich vordergründig mit dem Weiteramtieren des Kabinetts Sztójay abzufinden, obwohl dieser angesichts seiner immer offenkundiger zu Tage tretenden Machtlosigkeit am liebsten selbst demissioniert worden wäre.
Allerdings geriet die Regierung nun von Seiten der Schutzstaffel (SS) unter Druck, die für eine noch stärker deutschfreundliche Regierung unter dem ungarischen Nationalsozialisten Fidél Pálffy plädierte. So traten Anfang August immer mehr Minister von ihren Ämtern zurück; Sztójay selbst zog sich krank in ein Sanatorium zurück.
Nach dem Zusammenbruch Rumäniens am 23. August 1944 und dessen Wechsel ins Lager der Alliierten war ein rasches Vorrücken der Roten Armee über die Karpaten ins Herz Ungarns zu befürchten. Angesichts dessen nahm Horthy seine Bemühungen um einen Separatfrieden mit den Alliierten energisch wieder auf und entließ deshalb Sztójay am 29. August 1944, ohne dass dies zu besonderen Reaktionen von Seiten der Deutschen geführt hätte.
Sztójay flüchtete mit der Wehrmacht nach Deutschland, wurde in Garmisch-Partenkirchen von den US-Amerikanern verhaftet und im Oktober 1945 nach Ungarn überstellt.
Vor dem ungarischen Volksgericht wurde er als Kriegsverbrecher angeklagt, verurteilt und 1946 hingerichtet.